# Kaledonier
Die Kaledonier (lateinisch: Caledonii) waren ein antikes Volk, das im östlichen Teil des heutigen Schottland siedelte. Sie führten in den ersten nachchristlichen Jahrhunderten mehrere Kriege gegen die Römer nach deren Invasion Britanniens unter Kaiser Claudius. Ihr Territorium wurde von den Römern als Kaledonien (lat. Caledonia) bezeichnet.
Die meisten bekannten Informationen über die Kaledonier stammen von römischen kaiserzeitlichen Autoren, insbesondere Tacitus und Cassius Dio, während sie von Caesar noch nicht erwähnt werden. Zusätzliche Kenntnisse liefern archäologische Zeugnisse, etwa über die Siedlungen der Kaledonier. Diese Orte wiesen demnach unterschiedliche Formen wie Hillforts, umfriedete Gehöfte und nahe am Meer gelegene Wohnhäuser auf. Es gab offenbar eine Reihe lokaler Machtzentren, die von einem Militäradel beherrscht wurden, aber keinen über das ganze Volk regierenden König.
Auch Cassius Dios Bericht, dass bei den Kaledoniern und den benachbarten Maeaten meistens das Volk herrsche, legt nahe, dass diese Stämme keine Königsherrschaft kannten. Cassius Dio erwähnt ferner, dass  die Kaledonier vor allem Viehzüchter und Jäger waren und gelegentlich Raubzüge unternahmen. In den Krieg zogen sie mit Wagen und kleinen, schnellen Pferden sowie mit Infanteristen. Ihre hauptsächlichen Waffen waren Schilde, kurze Speere und Schwerter. Sie werden als sehr widerstandsfähig gegenüber Hunger und Kälte beschrieben. Nach Tacitus hatten sie rotblondes Haar und waren sehr groß.
Plinius der Ältere bemerkt, dass die römischen Armeen auch 30 Jahre nach der Invasion Britanniens nicht über die Nachbarschaft des Kaledonischen Waldes (silva Calidoniae) vorgedrungen seien.
Zur ersten großen kriegerischen Auseinandersetzung zwischen den Kaledoniern und den Römern kam es, als der Statthalter Britanniens, Gnaeus Iulius Agricola, mit Unterstützung der Flotte über die Linie Firth of Forth – Firth of Clyde hinaus einen Feldzug nach dem Norden der Insel unternahm. Das kaledonische Aufgebot, das 30.000 Soldaten umfasst haben soll, wozu noch der mobilisierte Landsturm kam, stand unter dem Kommando von Calgacus, der wohl ein von verschiedenen Clans gewählter Feldherr war. 83 oder 84 n. Chr. errang Agricola in der Schlacht am Mons Graupius, einer nicht genauer lokalisierten Örtlichkeit, einen entscheidenden Sieg über seine Gegner. Da er bereits 85 n. Chr. von Domitian abberufen wurde, blieben die Kaledonier außerhalb des römischen Herrschaftsbereichs.
Der 122 n. Chr. begonnene Hadrianswall und ebenso der später etwas nördlich von diesem errichtete Antoninuswall befanden sich südlich des Territoriums der Kaledonier. Als Clodius Albinus nach dem Kaisertitel strebte und 196 mit beträchtlichen Truppenkontingenten von Britannien nach Gallien übersetzte, stießen kaledonische Verbände in das entstandene Machtvakuum nach Süden vor.
Kaiser Septimius Severus, der Clodius Albinus besiegte, stellte die zerstörten Kastelle des Hadrianswalls wieder her und bereitete einen großen Angriff nach Schottland vor. An dieser im Jahr 208 vorgetragenen Offensive  nahm der Kaiser trotz seiner Gicht persönlich teil und ließ sich zu diesem Zweck in einer Sänfte befördern. Die kaledonischen Stämme wichen einer Feldschlacht aus und fügten den Römern durch ihre Guerilla-Taktik große Verluste zu, mussten sich aber schließlich unterwerfen und große Gebietsabtretungen akzeptieren. Bald darauf revoltierten die Kaledonier und Maeaten aber erneut. Septimius Severus drohte ihnen mit einem Vernichtungskrieg, starb jedoch zuvor im Februar 211. Sein Sohn Caracalla zog die römischen Truppen aus Schottland zurück.
Später dürften die Kaledonier in den Pikten aufgegangen sein.